# Alt Krenzlin
Alt Krenzlin là một đô thị ở huyện of Ludwigslust, bang Mecklenburg-Vorpommern, Đức. Đô thị này có diện tích 37,57kilômét vuông, dân số thời điểm 31 tháng 12 là 832 người.